# Siège de Brescia
Guerres entre guelfes et gibelins
Batailles
1150 – 1200
- Vernavola (1154)
- Spolète (1155)
- Tortone (1155)
- Milan (1158)
- Siziano (1159)
- Crema (1159)
- Carcano (1160)
- Milan (1162)
- Prataporci (1167)
- Alexandrie (1174-1175)
- Legnano (1176)

1201 – 1250
- Calcinato (1201)
- Casei Gerola (1213)
- Cortenuova (1237)
- Brescia (1238)
- Faenza (1239)
- Giglio (1241)
- Viterbe (1243)
- Parme (1248)
- Fossalta (1249)
- Cingoli (1250)

1251 – 1300
- Bataille de Montebruno (1255)
- Cassano (1259)
- Montaperti (1260)
- Bénévent (1266)
- Tagliacozzo (1268)
- Colle (1269)
- Roccavione (1275)
- Desio (1277)
- Forlì (1282)
- Pieve al Toppo (1288)
- Campaldino (1289)

1301 – 1350
- Pavie (1302)
- La Lastra (1304)
- Milan (1311)
- Soncino (1312)
- Gaggiano (1313)
- Rho (1313)
- Ponte San Pietro (1313)
- Scrivia (1315)
- Montecatini (1315)
- Pavie (1315)
- Sestri (1318)
- Bardi (1321)
- Mirandola (1321)
- Gorgonzola (1323)
- Vaprio d'Adda (1324)
- Altopascio (1324)
- Zappolino (1325)
- San Felice (1332)
- San Quirico (1341)
- Gamenario (1345)

1351 – 1402
- Mirandola (1355)
- Casorate (1356)
- Solara (1356)
- Alexandrie (1391)
- Casalecchio (1402)

Le siège de Brescia, commune de Lombardie, est évènement militaire ayant eu lieu en 1238 dans le cadre plus général du conflit armé entre guelfes et gibelins.

## Déroulé historique
Après sa victoire en 1237 lors de la bataille de Cortenuova, l'empereur Frédéric II cherche à obtenir de la cité de Milan et de ses alliées leur capitulation inconditionnelle. Ayant rassemblé son armée à Vérone en avril 1238, il décide d'assiéger la ville guelfe de Brescia. Chose faite à partir du 11 juillet de la même année et jusqu'au 7 octobre, date à laquelle les troupes guelfes alors stationnées à l'intérieur des remparts de la ville réussissent une sortie victorieuse qui oblige l'empereur et son armée à mettre fin au siège.